# One Piece: Stampede
One Piece: Stampede (ワンピース スタンピード, Wan Pīsu: Sutanpīdo) est un film d'animation japonais réalisé par Takashi Otsuka, sorti en 2019. Il s'agit du quatorzième film fondé sur la série One Piece, d'Eiichirō Oda, dont il célèbre le vingtième anniversaire de la diffusion de l'anime.
Le film suit Luffy et son équipage qui s’apprêtent à participer au plus grand rassemblement des pirates du monde entier : le PIRATE FEST, organisé par le machiavélique Buena Festa. Les Pirates, les grands corsaires, la Marine et même l’Armée Révolutionnaire s’y retrouvent pour tenter de découvrir le trésor si convoité de Gol D.Roger. Mais pour cela, ils vont devoir combattre un ancien membre de l’équipage de Roger, Douglas Bullet, aussi appelé « l’héritier du démon ». Au cours de cet affrontement, les pires dangers attendent les Chapeaux de paille et d’étonnantes alliances voient le jour… Cette intrigue n'est guère qu'un prétexte pour lancer un combat général avec des explosions, des combats au poing, des tremblements de terre et des bombardements navals,.

## Synopsis
Luffy et son équipage arrive sur l'île Delta pour participer au Pirate Fest. Cet événement, dont l'emplacement est tenu secret, n'a pas connu de nouvelle édition depuis plus de 20 ans et réunit les pirates du monde entier dans une compétition sanglante. Le Pirate Fest est organisé par Buena Festa, "Le Maître des Festivités", que tout le monde croyait mort et révèle que le trésor que tous convoitent appartenait au Roi des Pirates, Gol D. Roger. 
Festa envoie tous les pirates notamment ceux de la Génération Terrible sur une île volante où tous se battent pour ralentir le plus les autres participants. En réalité, Buena Festa s'est allié avec Douglas Bullet, un ancien membre de la Marine qui avait rejoint l'équipage de Gol D. Roger dans l'espoir de le battre. Après de nombreux combats où Roger gagna à chaque fois, Bullet se demanda si sa loyauté envers ses camarades ne limitait pas ses capacités au combat. Ayant appris que Roger était malade, Bullet le défia dans un dernier duel, qu'il perdit, et quitta l'équipage juste avant d'atteindre Laugh Tale. À la suite de sa capture par la Marine, Bullet fut emprisonné à Impel Down pendant 20 ans avant que Barbe Noire ne le libère lors de la Bataille de Marine Ford. Libre, Bullet retrouva Festa et les deux compères décidèrent d'organiser le Pirate Fest pour tuer tous les pirates présents avant de défier les Quatre Empereurs puis la Marine.
Trafalgar Law découvre le pot aux roses avant de se faire attaquer mais réussit à s'enfuir jusqu'au Thousand Sunny où il prévient l'équipage de Luffy. Aidé de Robin, Sandy, Chopper, Brook et Smoker (qui les suit discrètement), Law se rend jusqu'à la planque de Fiesta où il apprend que Le Maître des Festivités a prévenu la Marine de l'emplacement du Pirate Fest pour qu'elle déclenche un Buster Call pour tout raser. Au moment où le trésor est trouvé, l'île volante est détruite et les participants tombent dans la baie en dessous. Bullet apparaît, s'empare du trésor et défie les pirates de lui prendre. Tous sont mis aux tapis grâce au fruit du Ferrailleur qui permet à Bullet de fusionner des objets métalliques. Pipo est pris pour cible en voulant sauver Luffy et les pirates qui tentaient de s'échapper de l'île se retrouvent face aux bâtiments de la Marine, prêt à déclencher le Buster Call.
Un combat s'engage alors contre les militaires pendant que Smoker, qui ne sait rien du bombardement, se bat contre Sandy qui lui explique que le Buster Call est sur le point d'être lancé. De leur côté, Law et Robin tentent de trouver Crocodile pour former une alliance. Bullet montre alors à tous l'Eveil de son fruit en absorbant les bateaux de la Marine et la ville de l'île Delta qui lui permet de se transformer en un titan gigantesque. Festa révèle que le trésor est un Eternal Pose qui indique l'emplacement de Laugh Tale, l'île qui contiendrait le One Piece. Bullet souhaite devenir le Nouveau Roi des Pirates en tuant tous ceux qui se dresseront sur son chemin et débuter une Nouvel Ere. Ayant appris ce qui s'était passé, l'Amiral Sakazuki ordonne un second Buster Call.
L'équipage de Luffy se réunit et partent à sa recherche ainsi que celle de Pipo pour s'échapper de l'île. Après avoir été tous deux soignés par Chopper, Luffy tente de se battre à nouveau contre Bullet, sans succès. Boa Hancock, qui cherche Luffy, tombe sur Baggy, Smoker, Sabo et Law qui lui explique son plan pour venir à bout du colosse. De son côté, Crocodile tente de convaincre Rob Lucci de les aider. L'attaque combinée de Boa, Baggy, Smoker, Sabo et Law détruit l'un des bras du géant et le Gear 4 de Luffy détruit l'autre. Pipo détruit le reste du corps en lui tirant dessus. Un combat s'engage alors entre Bullet et Luffy qui finit par le vaincre.
De leur côté, Crocodile et Rob Lucci se battent pour obtenir l'Eternal Pose que Luffy détruit en clamant qu'il trouvera le One Piece sans l'objet. Festa est capturé par Sabo mais aucun pirate ne peut s'échapper à cause du second Buster Call. Smoker appelle ses supérieurs pour demander son arrêt et Sabo permet à tout le monde de s'échapper. 
La scène post-crédit montre que Roger désapprouvait l'utilisation de l'Eternal Pose qu'il jeta en expliquant que le One Piece ne saurait être obtenu de cette manière. De retour dans le présent, seul Pipo comprend la décision de Luffy qui, s'il avait utilisé l'objet, serait passé à côté d'une grande aventure.

## Fiche technique
- Titre original : One Piece: Stampede (ワンピース スタンピード, Wan Pīsu: Sutanpīdo?)
- Réalisation : Takashi Otsuka
- Scénario : Atsuhiro Tomioka et Takashi Otsuka
- Musique : Kohei Tanaka (en)
- Direction artistique : Hotaka Okamoto
- Photographie : Wada Naoyuki
- Production : Hiroki Koyama
- Société de production : Toei Animation
- Société de distribution : Toei Company
- Pays de production :  Japon
- Langue originale : japonais
- Genre : piraterie
- Dates de sortie :
  - Japon : 9 août 2019
  - France : 9 octobre 2019[3]

## Distribution

### Voix originales
- Mayumi Tanaka : Monkey D. Luffy
- Kazuya Nakai : Roronoa Zoro
- Akemi Okamura : Nami
- Kappei Yamaguchi : Usopp
- Hiroaki Hirata : Sanji Vinsmoke
- Ikue Ōtani : Tony-Tony Chopper
- Yuriko Yamaguchi : Nico Robin
- Kazuki Yao : Franky
- Chō (en) : Brook
- Tsutomu Isobe (en) : Douglas Bullet
- Yūsuke Santamaria (en) : Buena Festa
- Ryota Yamasato : Donald Moderate
- Hiroshi Kamiya : Trafalgar Law
- Daisuke Namikawa : Eustass Kidd
- Kenji Hamada : Killer
- Reiko Kiuchi (en) : Jewelry Bonney
- Naoki Tatsuta : Capone Bege
- Shigenori Sōya : Basil Hawkins
- Mitsuaki Madono (en) : Scratchmen Apoo
- Taiten Kusunoki (en) : Urouge
- Eiji Takemoto (en) : X-Drake
- Mahito Ōba (en) : Smoker
- Junko Noda : Tashigi
- Shigeru Chiba : Baggy
- Kotono Mitsuishi : Boa Hancock
- Hirohiko Kakegawa : Dracule Mihawk
- Nobuyuki Hiyama : Galdino
- Yōko Matsuoka (en) : Alvida
- Shigenori Soya : Morge
- Endō Moriya : Cabaji
- Tetsu Inada : Richie
- Ikuya Sawaki : Issho
- Ryōtarō Okiayu (en) : Borsalino
- Fumihiko Tachiki : Sakazuki
- Tomoko Naka (en) : Hina
- Mika Doi : Kobby
- Kōichi Nagano : Hermep
- Kazue Ikura : Sentomaru
- Hiroshi Naka : Monkey D. Garp
- Tōru Ōkawa : Sengoku
- Tōru Furuya : Sabo
- Satsuki Yukino : Koala
- Tomokazu Seki : Rob Lucci
- Akio Ōtsuka : Marsall D. Teach
- Rino Sashihara : Ann
- Ryūzaburō Ōtomo : Crocodile
- Bin Shimada : Foxy et Wapol
- Showtaro Morikubo (en) : Bartolomeo
- Akira Ishida : Cavendish
- Kumiko Nishihara (en) : Perona
- Masane Tsukayama : Gol D. Roger

### Voix françaises
- Bun Hay Mean : Donald Moderate
- Fadily Camara : Ann
- Samy Seghir : Voix diverses
- Stéphane Excoffier : Monkey D. Luffy
- Alain Eloy : Roronoa Zoro
- Delphine Moriau : Nami
- Jean-Pierre Denuit : Usopp
- Olivier Cuvellier : Sanji Vinsmoke
- Marie Van Ermengem : Tony-Tony Chopper
- Fabienne Loriaux : Nico Robin
- Martin Spinhayer : Franky / Monkey D. Garp
- Maxime Donnay : Brook
- Benoit Grimmiaux : Douglas Bullet
- Stany Mannaert : Buena Festa
- Pierre Lognay : Trafalgar Law
- Anaud Crevecoeur : Eustass Kidd
- Olivier Premel : Killer
- Julie Basecqz : Jewelry Bonney / Tashigi
- Pierre Bodson : Capone Bege
- Quentin Minon : Basil Hawkins
- Benoît Van Dorslaer : Scratchmen Apoo / Smoker
- Christophe Hespel : X-Drake / Dracule Mihawk / Rob Lucci
- Nicolas Matthys : Baggy / Gol D. Roger
- Micheline Tziamalis : Boa Hancock
- Bernadette Mouzon : Alvida
- Pascal Racan : Issho
- Michel Hinderyckx : Sakazuki / Morgans / Hermep
- Pierre Le Bec : Kobby
- Sophie Landresse : Sentomaru
- Robert Dubois : Sengoku
- Alexandre Crépet : Sabo
- Thierry Janssen : Crocodile / Brannew
- Frédéric Clou : Foxy / Jango
- Jean-Michel Vovk : Wapol
- Didier Colfs : Bartolomeo
- Antoni Lo Presti : Cavendish
- Sophie Beaumont : Perona
- Bruno Bulté
- Corentin Burki
- Peppino Capotondi
- Manon Delavaux
- Bertrand Laplae
- Alexandre Marciano
- Thomas Midrez
- Nicolas Ossowaski

## Production
Le 25 août 2018, après la diffusion d'un épisode spécial de One Piece, centré sur l'arc Skypiea, la sortie d'un nouveau film durant l'été 2019 au Japon est annoncée,. Il permet de célébrer le vingtième anniversaire de la diffusion de l'anime. Le 12 décembre 2018, il est révélé que le film, intitulé One Piece: Stampede, sortira le 9 août 2019,.

## Accueil

### Promotion
Le 12 décembre 2018, un premier teaser est révélé. Onze jours après, lors de la Jump Festa, le character design et les costumes de l'équipage de Luffy, dessinés par Eiichirō Oda, sont dévoilés.

### Sortie
En France, en Belgique et au Luxembourg, le film est diffusé en avant-première, uniquement en VOSTFr, le 12 septembre 2019 dans un total de cinquante-deux cinémas (quarante-huit en France, deux en Belgique et deux au Luxembourg),. La sortie en salle est le 9 octobre 2019.